# Heinrich Goedecke
Walter Otto Heinrich Goedecke (* 14. Juli 1881 in Berlin; † 21. Oktober 1959 in Siegen) war ein deutscher Jurist und preußischer Verwaltungsbeamter in der Provinz Westfalen. Er war Vorsitzender des Kreistags des Kreises Siegen, Regierungspräsident beim Oberpräsidenten und Generallandschaftsdirektor der Provinz Westfalen.

## Leben
Heinrich Goedecke war der Sohn des Sanitätsrats Heinrich Goedecke. Er studierte Rechtswissenschaften an den Universitäten Berlin, Genf sowie Marburg und legte 1904 am Berliner Kammergericht sein Referendarsexamen ab. Danach war er Gerichtsreferendar und ab September 1906 Regierungsreferendar in Oppeln. Ab Oktober 1909 war er als Regierungsassessor im Landratsamt Neuss und ab Februar 1911 im Landratsamt Geldern tätig, bis er Anfang Oktober 1912 zur Regierung Münster wechselte.
Goedecke, als Regierungsrat von Mai bis Oktober 1919 im Landratsamt in Schmalkalden, wurde am 29. November 1919 zunächst kommissarisch, dann ab 1. Oktober 1920 als Landrat des Kreises Siegen endgültig Nachfolger des zurückgetretenen Amtsvorgängers Ernst Bruno Bourwieg. Zuvor war er in den Kapp-Putsch involviert.
Die in den 1920er Jahren und bis zu ihrer Ablösung durch die NSDAP im Landkreis in Verwaltung und regionaler Selbstvertretung dominierende Partei war die DNVP. In der Region wurde sie durch ihre ausgeprägt antisemitische "christlich-soziale" Strömung repräsentiert, die auf Adolf Stoecker zurückging. Bei den Reichstagswahlen am 6. Juni 1920 erzielte sie hier mit 44,6 Prozent ein vom Reichsschnitt (15,1 Prozent) stark abweichendes Ergebnis. Goedecke, der, wie es scheint, bis 1933 keiner Partei angehört hatte, war dienstlich auf die Vorgaben der sozialdemokratisch geführten Staatsregierung und deren regionaler Verwaltungsebene (RP Arnsberg) verpflichtet, sah sich aber zugleich der Gesamtheit des verfassungsfeindlichen Lagers (Selbstbezeichnung: "vaterländisches" oder "nationales Lager") verbunden. Dafür stehen die landrätliche Zurückhaltung beim jährlichen republikanischen "Verfassungstag", der im Kreis Siegen wenig populär war, und seine Haltung gegenüber den Aktivitäten der Veteranenvereine. Goedecke war Ehrenmitglied des Kreiskriegerverbands. Die sozialdemokratische Volks-Zeitung kritisierte das scharf, da "die Kriegervereinssache gerade im Siegerland von den schlimmsten nationalistischen Feinden des republikanischen Staates geleitet" werde. Landrat Goedecke (und OB Alfred Fissmer) seien, so der Regionalhistoriker Dieter Pfau, von dieser Seite stets geschont worden. Sie seien zu keinem Zeitpunkt und im Gegensatz zu den verfassungstreuen Kräften Gegenstand einer "grundlegenden Kritik" durch das rechte Lager gewesen.
Zum 1. Mai 1933 trat Goedecke der NSDAP (Mitgliedsnummer 2.930.568) bei. Er schloss sich dem Reichskolonialbund und dem NS-Rechtswahrerbund an. Sein Landratsamt übte er bis zum Juli 1935 aus, um anschließend bis November 1935 kommissarisch als Regierungsvizepräsident in Aurich zu amtieren. Danach wurde er zunächst vertretungsweise und ab Anfang Januar 1941 offiziell zum Regierungspräsidenten beim Oberpräsidenten Westfalen  befördert. 1943 wurde er zum Generallandschaftsdirektor des Oberpräsidiums Münster der Provinz Westfalen ernannt. Von 1936 bis 1942 war er zudem Preußischer Provinzialrat in Westfalen. 1939 wurde er zudem Territorialdelegierter des Kommissars der Freiwilligen Krankenpflege für die Provinz Westfalen.
Als nationalsozialistisch belastet wurde er im April 1945 von der britischen Militärregierung aus dem Amt entfernt und Mitte Juni 1945 verhaftet. Im Rahmen der Entnazifizierung wurde er zunächst vom Unterausschuss, dann vom Hauptausschuss in die in den Massenverfahren ungünstigste Kategorie III eingestuft und als "untragbar" gewertet. Im Dezember 1947 wurde er in die Kategorie IV eingruppiert und schließlich im Berufungsverfahren 1948 in die Kategorie V ("unbelastet"). Der Berufungsausschuss übernahm Goedeckes Verteidigung, er sei der NSDAP wegen seines „maessigenden Einflusses auf den Lauf der Dinge“ beigetreten und deshalb trotz Enttäuschung dort verblieben. Er sei „Gegner der Partei“ gewesen. Die Einstufung als "unbelastet" ermöglichte die volle Pensionsberechtigung. Zum 1. Juli 1948 wurde er in den Ruhestand versetzt.
Bis 1950 wohnte er in Greven und danach bis zu seinem Tod erneut in Siegen.